# 暴食狂戰士
《暴食狂戰士～唯有我突破了所謂「等級」的概念～》是日本作家一色一凛創作的輕小說系列，由2017年1月24日起在成為小說家吧連載，2022年2月22日起在KAKUYOMU連載，同年3月移除在成為小說家吧的內容。截至2023年10月累積發行量已突破150萬冊。
2017年11月30日起經GC Novels（微雜誌社）發行單行本版，文庫版《暴食狂戰士》於2021年10月起經GCN文庫（微雜誌社）發行，fame擔綱插圖。2022年10月28日發行的單行本版第8卷是第一部分完結。
改編漫畫由2018年3月起開始在網上連載，由繪畫。改編電視動畫《暴食狂戰士》（暴食のベルセルク）於2023年10月至12月播出。

## 登場人物
角色譯名以青文出版社出版的繁體中文版為準。

### 主要角色
斐特·古勒法托（聲：逢坂良太）
本作主角，持有大罪技能「暴食」，會奪取被殺死的人的技能；利用自己的「暴食」技能吞噬他人的能力並成長。大罪武器格里德的持有者。在旅行期間化名【骸】。之後認亞隆為義父，成為巴爾巴托斯家的唯一繼承者。
格里德（聲：關智一）
大罪武器之一，冠以「貪婪」之名的黑劍。被斐特從武器店中以兩枚銀幣購入。擁有自我意志，語氣不好但卻是個可以信賴的夥伴。
露娜（聲：稻垣好）
迦利亞族少女，一開始因人體實驗成為機天使【漢尼爾】的核心，後來被斐特殺死後出現在斐特的意識裡。
羅琪希·哈特（聲：東城日沙子）
本作女主角，金髮藍眼。五大家族中的哈特家的千金。個性正直，擁有強大技能的聖騎士。
瑪茵（聲：松岡美里）
迦利亞族少女，有著白色頭髮，褐色肌膚的謎之少女，擁有超人的力量和戰鬥能力。在哈特家的領地與斐特相遇。年逾四百歲。持有大罪技能「憤怒」。大罪武器斯洛斯的持有者。
斯洛斯
大罪武器之一，冠以「懶惰」之名的大斧。
艾莉絲（聲：關根瞳）
王國的女王，年逾數百歲。持有大罪技能「色慾」。大罪武器安維的持有者。與安維一同建立王國，卻由於與安維在治國的理念意見不合，而一度分道揚鑣獨自離開王都旅行。在斐特擊敗安維後，前往安維的墜落之處教訓對方。
安維
大罪武器之一，冠以「妒忌」之名的槍刃。與主人艾莉絲一同建立王國，卻由於與艾莉絲在治國的理念意見不合，而一度分道揚鑣。成為國王代理後，在數百年間為了尋找足以代替艾莉絲的使用者，而進行人類憎恨實驗製造「冠人類」作為自己的使用者，並以高壓手段治國，縱容聖騎士胡作非為，結果仍舊無法製造出足以匹敵艾莉絲的使用者。後來操控諾札並企圖殺死羅琪希卻被斐特擊敗。諾札死後被瑪茵轟飛到迦利亞的腹地，在墜落之處重遇艾莉絲，之後被對方教訓。
亞隆·巴爾巴特斯（聲：子安武人）
巴爾巴特斯家的現任當家。王國的「劍聖」。曾因居城被巫妖領主奪去而流落到附近的村莊，後得到斐特的幫助下得以殺死巫妖領主奪回居城，同時也突破界限踏入「E領域」。事後把斐特收為義子。
梅米露·巴爾巴特斯（聲：小市真琴）
斐特的義妹，原名為梅米露·布雷立庫。前聖騎士。前布雷立庫家的千金，拉法爾同父異母的妹妹，赫德的同母妹妹。過去曾與兩名哥哥一同欺凌斐特，後來被拉法爾當作人體實驗的材料，更被轉化為吸血鬼。在父親的惡行曝光後被剝奪聖騎士的資格，其後被亞隆收養成為其養女，同時兼任義兄斐特的專屬女僕。失去聖騎士的資格後常被其他聖騎士排擠及輕蔑，最終由義兄斐特替她解危。

### 王國
白騎士
艾麗絲的侍從，共有兩人。武器為斧槍。踏入「E領域」的強者。為少數能制裁聖騎士的的部門。

#### 哈特家
梅森·哈特（聲：清水優讓）
羅琪希的父親。哈特家的當家。
艾莎·哈特（聲：川澄綾子）
羅琪希的母親。原本體弱多病，後被格里德以黑杖形態治療後康復。
哈露（聲：柚木涼香）
哈特家的女僕長，同時兼任羅琪希的秘書。個性溫柔、恪守時間。
穆剛（聲：宮本崇弘）
羅琪希麾下的部隊長，十分溺愛女兒。
蜜莉雅（聲：本多真梨子）
穆剛的部下。女同性戀，喜歡羅琪希，討厭斐特。

#### 布雷立庫家
拉法爾·布雷立庫（聲：平川大輔）
聖騎士。布雷立庫家的長子。赫德和梅米露同父異母的哥哥。實際上卻從沒有把赫德和梅米露視作弟妹。十分痛恨把親生母親作為人體實驗材料的父親。個性扭曲，喜歡恃強凌弱。曾與弟妹一同欺凌斐特。過去與梅米露探索地下都市時發現了辛的碎片，之後被辛的碎片蠱惑，主導了無數非人道的實驗，並把異母弟妹當作實驗材料。在地下實驗室敗給斐特後，吸了梅米露的血後變異成怪物，最後被斐特、瑪茵、艾莉絲殺死。死後被寄宿於體內的辛用作重組身體的材料。
赫德·布雷立庫（聲：杉村憲司）
聖騎士。布雷立庫家的次子。拉法爾同父異母的弟弟，梅米露的同母哥哥。喜歡恃強凌弱。曾與哥哥和妹妹一同欺凌斐特，同時背地裡與地下勢力勾結及參與人口買賣。後來被斐特殺死。死後屍體被拉法爾回收其後更被改造為怪物。

#### 其他
賽托（聲：川原慶久）
請求斐特拯救村莊，小時候曾欺負斐特，後獲斐特原諒。
魯道夫・蘭切斯特（聲：福山潤）
蘭切斯特領的領主，聖騎士。喜歡恃強凌弱。一開始在蘭切斯特領時因稱瑪茵小鬼而遭到對方打飛。對斐特被封為聖騎士一事持反對意見卻被對方擊敗，更被毀去雙眼。最後被白騎士肅清。
諾札・亞勒斯塔（聲：豐永利行）
守護巴比倫的聖騎士之一。實際上是安維為了製造足以取代艾莉絲作為使用者的「冠人類」實驗的失敗作。最後被斐特殺死。
萊妮（聲：七瀬彩夏）
穆剛的女兒，是一名研究員。
辛
吸血鬼的始祖，大罪武器的試作品「虛榮」的持有者。瑪茵最大的敵人。

## 迴響
截至2020年2月，系列累積發行逾25萬冊。截至2022年3月，系列累積發行逾100萬冊。截至2022年10月，系列累積發行逾135萬冊。

## 電視動畫
2022年10月28日，宣佈將獲改編為電視動畫《暴食狂戰士》（暴食のベルセルク）。2023年7月16日，宣佈定於同年10月首播。

### 主題曲
片頭曲《Jekyll & Hyde》
主唱：EverdreaM
作詞、作曲：ROCK★PANDA / HIPTIP
片尾曲
主唱：EverdreaM
作詞：40mP，作曲：ROCK★PANDA / HIPTIP

### 各話列表
| 話數 | 日文標題 | 中文標題     | 劇本       | 分鏡             | 演出     | 作畫監督 | 總作畫監督        | 首播日期       |
| ---- | -------- | ------------ | ---------- | ---------------- | -------- | --- | ----------------- | -------------- |
| #01  |          | 一無所有之人 | 國澤真理子 | 柳澤哲也         | 柳澤哲也 | 松本文男、岡辰也 Lee Se Jong、Kim Jeong Lim Kim Jeong Sun、Oh Seung Hun Kim Mal nam、Um Ju Hyoung Shin Na La、福世孝明                                               | 福世孝明 古澤貴文 | 2023年 10月1日 |
| #02  |          | 飢餓強化     | 國澤真理子 | 柳澤哲也         | 村山靖   | 松本文男、岡辰也 Lee Se Jong、Kim Jeong Lim Kim Jeong Sun、Oh Seung Hun Kim Mal nam、Um Ju Hyoung Shin Na La、福世孝明                                               | 福世孝明 古澤貴文 | 10月8日        |
| #03  |          | 羅琪希的視察 | 國澤真理子 | 鐮仲史陽         | 村山靖   | 松本文男、Lee Se Jong Kim Jeong Lim、Kim Jeong Sun Oh Seung Hun、Kim Mal nam Um Ju Hyoung、Shin Na La 橋本久美、齋藤和廣、岡辰也                                     | 福世孝明 古澤貴文 | 10月15日       |
| #04  |          | 冠名魔物     | 國澤真理子 | 西島克彥         | 村山靖   | 岡辰也、松本文男 Lee Se Jong、Kim Jeong Lim Kim Jeong Sun、Oh Seung Hun Kim Mal nam、Um Ju Hyoung Shin Na La、今井惠、橫山悅子                                       | 福世孝明 古澤貴文 | 10月22日       |
| #05  |          | 前往迦利亞   | 國澤真理子 | 鐮仲史陽         | 村山靖   | 松本文男、Lee Se Jong Kim Jeong Lim、Kim Jeong Sun Oh Seung Hun、Kim Mal nam Um Ju Hyoung、Shin Na La 岡辰也、南伸一郎、粟井重紀 齋藤和廣、橋本久美                  | 福世孝明 古澤貴文 | 10月29日       |
| #06  |          | 憤怒的少女   | 國澤真理子 | 中野陽           | 村山靖   | 松本文男、Lee Se Jong Kim Jeong Lim、Kim Jeong Sun Oh Seung Hun、Kim Mal nam Um Ju Hyoung、Shin Na La 岡辰也、福世孝明                                               | 福世孝明 古澤貴文 | 11月5日        |
| #07  |          | 黃昏騎士     | 國澤真理子 | 柳澤哲也、中野陽 | 上田茂   | 松本文男、Lee Se Jong Kim Jeong Lim、Kim Jeong Sun Oh Seung Hun、Kim Mal nam Um Ju Hyoung、Shin Na La 今井惠、橫山悅子、岡辰也                                       | 福世孝明 古澤貴文 | 11月12日       |
| #08  |          | 忘卻之村     | 國澤真理子 | 中野陽           | 村山靖   | 岡辰也、松本文男 Lee Se Jong、Kim Jeong Lim Kim Jeong Sun、Oh Seung Hun Kim Mal nam、Um Ju Hyoung Shin Na La、橋本久美、齋藤和廣                                     | 福世孝明 古澤貴文 | 11月19日       |
| #09  |          | 色慾的守護者 | 國澤真理子 | 西島克彥         | 上田茂   | 松本文男、Lee Se Jong Kim Jeong Lim、Kim Jeong Sun Oh Seung Hun、Kim Mal nam Um Ju Hyoung、Shin Na La 橫山悅子、今井惠、岡辰也                                       | 福世孝明 古澤貴文 | 11月26日       |
| #10  |          | 陷阱         | 國澤真理子 | 中野陽           | 村山靖   | 岡辰也、松本文男 Lee Se Jong、Kim Jeong Lim Kim Jeong Sun、Oh Seung Hun Kim Mal nam、Um Ju Hyoung Shin Na La、橋本久美 齋藤和廣、福世孝明                            | 福世孝明 古澤貴文 | 12月3日        |
| #11  |          | 死亡行軍     | 國澤真理子 | 高木啟明         | 高木啟明 | 松本文男、星山企劃 橫山悅子、今井惠、岡辰也 | 福世孝明 古澤貴文 | 12月10日       |
| #12  |          | 吞噬殆盡     | 國澤真理子 | 柳澤哲也         | 村山靖   | 松本文男、星山企劃 Lee Se Jong、Kim Jeong Lim Kim Jeong Sun、Oh Seung Hun Kim Mal nam、Um Ju Hyoung Shin Na La、齋藤和廣 橋本久美、橫山悅子、今井惠 岡辰也、古澤貴文 | 福世孝明 古澤貴文 | 12月17日       |

### 播映平台
| 播映地區 | 播映平台                 | 播映日期                | 播映時間              | 備註 |
| -------- | ------------------------ | ----------------------- | --------------------- | ---- |
| 台灣     | 巴哈姆特動畫瘋           | 2023年10月1日－12月17日 | 星期日 23:00（UTC+8） |      |
| 台灣     | 中華電信MOD              | 2023年10月1日－12月17日 | 星期日 23:00（UTC+8） |      |
| 台灣     | Hami Video               | 2023年10月1日－12月17日 | 星期日 23:00（UTC+8） |      |
| 台灣     | LiTV 線上影視            | 2023年10月1日－12月17日 | 星期日 23:00（UTC+8） |      |
| 台灣     | MyVideo                  | 2023年10月1日－12月17日 | 星期日 23:00（UTC+8） |      |
| 台灣     | friDay影音               | 2023年10月1日－12月17日 | 星期日 23:00（UTC+8） |      |
| 台灣     | 中嘉bb寬頻.bbTV          | 2023年10月1日－12月17日 | 星期日 23:00（UTC+8） |      |
| 台灣     | KKTV                     | 2023年10月1日－12月17日 | 星期日 23:00（UTC+8） |      |
| 台灣     | LINE TV                  | 2023年10月1日－12月17日 | 星期日 23:00（UTC+8） |      |
| 台灣     | 亂搭                     | 2023年10月1日－12月17日 | 星期日 23:00（UTC+8） |      |
| 台灣     | CATCHPLAY+               | 2023年10月1日－12月17日 | 星期日 23:00（UTC+8） |      |
| 台灣     | Muse木棉花-TW（YouTube） | 2023年10月1日－12月17日 | 星期日 23:00（UTC+8） |      |
| 香港     | Viu OTT                  | 2023年10月1日－12月17日 | 星期日 23:00（UTC+8） |      |
| 香港     | Viu 頻道自選服務         | 2023年10月1日－12月17日 | 星期日 23:00（UTC+8） |      |

### BD
| 卷數 | 發售日期       | 收錄話數       | 規格編號   |
| ---- | -------------- | -------------- | ---------- |
| 1    | 2023年12月20日 | 第1話－第3話   | PCXP-51071 |
| 2    | 2024年1月24日  | 第4話－第6話   | PCXP-51072 |
| 3    | 2024年2月21日  | 第7話－第9話   | PCXP-51073 |
| 4    | 2024年3月20日  | 第10話－第12話 | PCXP-51074 |

## 註腳

### 來源
1. ↑  . 青文出版.   [2022-10-30]. （原始内容存档于2022-10-30） （中文（臺灣））.
2. ↑  一色一凛. . 成為小說家吧. （原始内容存档于2021-05-04） （日语）.
3. ↑  一色一凛 [@isshiki_ichika].  (推文). 2022-02-22  [2022-10-29] –Twitter （日语）.
4. ↑  一色一凛. . KAKUYOMU.   [2022-10-29]. （原始内容存档于2022-10-28） （日语）.
5. ↑  一色一凛 [@isshiki_ichika].  (推文). 2022-03-27  [2022-10-29] –Twitter （日语）.
6. ↑  . パッシュプラス. 2023-10-01  [2023-12-03]. （原始内容存档于2023-10-17） （日语）.
7. 1 2  . 微雜誌社.   [2022-10-29]. （原始内容存档于2022-10-28） （日语）.
8. ↑  . GCノベルズ. マイクロマガジン社.   [2023-12-03]. （原始内容存档于2023-06-01） （日语）.
9. ↑  . GCノベルズ. マイクロマガジン社.   [2023-12-03]. （原始内容存档于2022-10-28） （日语）.
10. ↑  . BOOK☆WALKER.   [2022-10-29]. （原始内容存档于2019-12-08） （日语）.
11. 1 2  . Comic Natalie. 2023-03-16  [2023-03-16]. （原始内容存档于2023-03-16） （日语）.
12. 1 2  . Comic Natalie. 2023-07-16  [2023-07-16]. （原始内容存档于2023-07-17） （日语）.
13. ↑  . ln-news.com. 2020-02-11  [2022-10-29]. （原始内容存档于2022-10-29） （日语）.
14. ↑  . ln-news.com. 2022-03-07  [2022-10-29]. （原始内容存档于2022-10-29） （日语）.
15. 1 2  . ln-news.com. 2022-10-29  [2022-10-29]. （原始内容存档于2022-11-09） （日语）.
16. ↑  . Natalie. 2022-10-28  [2022-10-29]. （原始内容存档于2022-10-29） （日语）.
17. ↑  . 電視動畫「暴食狂戰士」官方網站.   [2023-10-31]. （原始内容存档于2023-12-21） （日语）.

## 外部連結
- KAKUYOMU官方網站（日語）
- GC Novels網站（日語）
- 漫畫連載網站（日語）
- 電視動畫官方網站（日語）